# Dieppe-sous-Douaumont
Dieppe-sous-Douaumont település Franciaországban, Meuse megyében. Lakosainak száma 193 fő (2022. január 1.). Dieppe-sous-Douaumont Abaucourt-Hautecourt, Bezonvaux, Damloup, Fromezey, Maucourt-sur-Orne, Mogeville, Morgemoulin és Douaumont-Vaux községekkel határos.

## Népesség
A település népességének változása:
| Lakosok száma | 206  | 183  | 170  | 165  | 183  | 185  | 189  | 195  | 194  | 193  |
|               | 1968 | 1982 | 1990 | 2006 | 2013 | 2015 | 2017 | 2019 | 2020 | 2022 |